# Pravlov
Pravlov (deutsch Prahlitz, älter auch Preles) ist eine Gemeinde in Tschechien. Sie liegt 15 Kilometer südwestlich von Brünn und gehört zum Okres Brno-venkov (Bezirk Brünn-Land). Der Ort ist als ein Platzdorf angelegt.

## Geographie
Pravlov befindet sich beiderseits der Jihlava (Igel) in der Thaya-Schwarza-Senke. Das Dorf liegt teilweise auf dem Gebiet des Naturparkes Niva Jihlavy.
Die Nachbarorte sind im Norden Dolní Kounice (Kanitz) und Mělčany (Mieltschan), im Westen Trboušany (Pausche), im Süden Kupařovice (Kuprowitz), südöstlich Němčičky (Klein Niemtschitz) und im Osten Ledce (Laatz) und Sobotovice (Sobotowitz) sowie im Nordosten Bratčice (Bratschitz).

## Geschichte
Der Jihomoravský kraj (deutsch Südmährische Region) wurde bis zum Jahre 1150 von deutschen Kolonisten aus Niederösterreich besiedelt. Die Anlage des Dorfes sowie die  „ui“-Mundart bekundet, dass sie ursprünglich aus den bairischen Gebieten der Bistümer Regensburg und Passau stammten. Sie brachten neue landwirtschaftliche Geräte mit und führten die ertragreiche Dreifelderwirtschaft ein.
Prahlitz wird im Jahre 1222 in einer königlichen Urkunde Ottokars I. erstmals erwähnt. Vorherige Urkundennennungen aus dem Jahre 1045 haben sich als Urkundenfälschungen herausgestellt. Noch im 13. Jahrhundert wuchs der Ort zu einem Handelszentrum mit einer landesherrlichen Burg heran. Im Jahre 1276 war Prahlitz groß genug um ein Pfarrsitz zu sein. Am 4. Oktober 1486 erhielt Prahlitz von König Matthias Corvinus eine Bergrechtsordnung, das Marktrecht und elf Jahre später die Halsgerichtsbarkeit zugestanden. Im Jahre 1537 kommt Prahlitz unter die Herrschaft des Klosters Rosa Coeli. Im Ort entwickelt sich in diesen Jahren eine Judengemeinde. In den folgenden Jahren kam es zu mehreren Besitzerwechseln.
Onlinesuche über das Landesarchiv Brünn. Grundbücher werden seit 1825 geführt. Ein digitales Ortsfamilienbuch von Prahlitz wurde 2021 erstmals publiziert.
Nach dem Sieg der kaiserlichen Truppen in der Schlacht am Weißen Berg über die Aufständischen Böhmischen Stände, am Anfang des Dreißigjährigen Krieges, kam Prahlitz im Jahre 1623 unter die Herrschaft von Kardinal Franz Seraph von Dietrichstein. Im Krieg selbst wurde der Ort mehrmals verwüstet und geplündert. Matriken werden seit 1634 geführt. 1652 wurde über den Fluss Igel eine Holzbrücke gebaut und eine Mautstelle errichtet. Ab dem Jahre 1671 ist eine einklassige Schule in Prahlitz verzeichnet. Alle Rechte des Ortes wurden im Jahre 1740 von Kaiser Karl VI. bestätigt. Aufgrund steigender Kinderzahlen wurde im Jahre 1820 eine zweiklassige Schule neugebaut, welche um 1870 auf drei Klassen erweitert wurde. Während des Deutsch-Österreichischen Krieges, 1866, marschieren preußische Truppen durch den Ort. Unter den Truppen war der junge Leutnant Paul von Hindenburg, der im Ort nach dem Weg nach Nikolsburg fragte. Bei Ausgrabungen in dieser Zeit wurde ein Backofen aus der Keltenzeit gefunden, was darauf schließen lässt, dass Prahlitz schon früh besiedelt war. Die Wasserversorgung des Ortes wurde von fünf öffentlichen Brunnen gesichert. Im Jahre 1904 wurde eine Freiwillige Feuerwehr gegründet. Ein großer Teil der Bevölkerung lebte von der Landwirtschaft, wobei der in Südmähren seit Jahrhunderten gepflegte Weinbau eine besondere Stellung einnahm. Durch die Reblausplage um 1900 wurden jedoch fast alle Rebstöcke zerstört, was dazu führte, dass die Anbaufläche in den nächsten 40 Jahren kontinuierlich abnahm, so dass die produzierten Weinmengen nur noch den Eigenbedarf des Dorfes deckten. Aufgrund des günstigen Klimas konnten neben verschiedenen Getreidesorten auch Zuckerrüben, Mais, Spargel, Gurken, Gemüse und verschiedene Sorten Obst angebaut werden. Besonders wurden große Mengen von Zwetschgen angebaut, welche in Wien als "Prahlitzer" gekauft und geschätzt wurden. Ebenso gab es neben dem üblichen Kleingewerbe eine Ziegelei, einen Getreide- und einen Kohlenhandel.
Nach dem Ersten Weltkrieg zerfiel der Vielvölkerstaat Österreich-Ungarn und einer der neue entstandenen Staaten war die Tschechoslowakei. Im November/Dezember 1918 besetzten tschechische Truppen Südmähren. Der Vertrag von Saint-Germain 1919 erklärte den Ort, dessen Bevölkerung im Jahre 1910 zu 98,7 % der deutschen Sprachgruppe angehörte, zum Bestandteil der neuen Tschechoslowakischen Republik. Staatliche Maßnahmen folgen wie die Bodenreform und die Sprachenverordnung, wodurch es durch Siedler und neu besetzte Beamtenposten zu einem vermehrten Zuzug von Personen tschechischer Nationalität kam. Im Jahre 1919 wurde die Holzbrücke über die Igel von einem Hochwasser weggerissen. Statt ihrer wurde 1922 eine Stahlbrücke errichtet. Die Elektrifizierung des Ortes erfolgte im Jahre 1935. Am 1. Oktober 1938 wurde Prahlitz durch das Münchner Abkommen ein Teil des deutschen Reichsgaus Niederdonau.
Im Zweiten Weltkrieg hatte der Ort 36 Opfer zu beklagen. Nach dem Ende des Zweiten Weltkrieges (8. Mai 1945) wurden die im Münchener Abkommen (1939) an Deutschland übertragenen Territorien, also auch Prahlitz, im Rückgriff auf den Vertrag von Saint-Germain (1919) wieder der Tschechoslowakei zugeordnet. Nach Kriegsende wurde der Ort von Tschechen übernommen. Im August 1945 wurden zehn deutschmährische Familien über die Grenze nach Österreich vertrieben, andere flüchteten vor den Exzessen.
In Übereinstimmung mit den ursprünglichen Überführungs-Zielen des Potsdamer Abkommens wurden alle Sudetendeutschen aus Österreich nach Deutschland weiter transferiert. Drei Familien konnten trotzdem in Österreich verbleiben.

## Wappen und Siegel
Das älteste Gemeindesiegel des Ortes stammt aus dem Jahre 1486. Es zeigt einen gespaltenen Renaissanceschild, in welchem nebeneinander ein Pflugeisen und ein Winzermesser stehen. Um den Schild herum befindet sich eine Spruchrolle mit den Worten "sigi*11* vm civivm de praliz".
Im Jahre 1648 änderte sich das Siegel. Es zeigte nun statt des Winzermessers eine Traube. Im 18. Jahrhundert zeigte sich im Schild nun wieder das Winzermesser doch wurde der Pflug durch ein Mälzermesser ersetzt. Ab dem Jahre 1848 führte der Ort nur noch einen bildlosen Gemeindestempel, welcher ab 1920 zweisprachig war.

## Bevölkerungsentwicklung
| Volkszählung | Einwohner gesamt | Volkszugehörigkeit der Einwohner | Volkszugehörigkeit der Einwohner | Volkszugehörigkeit der Einwohner |
| Jahr         | Einwohner gesamt | Deutsche                         | Tschechen                        | Andere                           |
| ------------ | ---------------- | -------------------------------- | -------------------------------- | -------------------------------- |
| 1880         | 670              | 669                              | 1                                | 0                                |
| 1890         | 590              | 582                              | 8                                | 0                                |
| 1900         | 623              | 623                              | 0                                | 0                                |
| 1910         | 646              | 638                              | 8                                | 0                                |
| 1921         | 582              | 536                              | 24                               | 21                               |
| 1930         | 590              | 540                              | 43                               | 7                                |

## Sehenswürdigkeiten

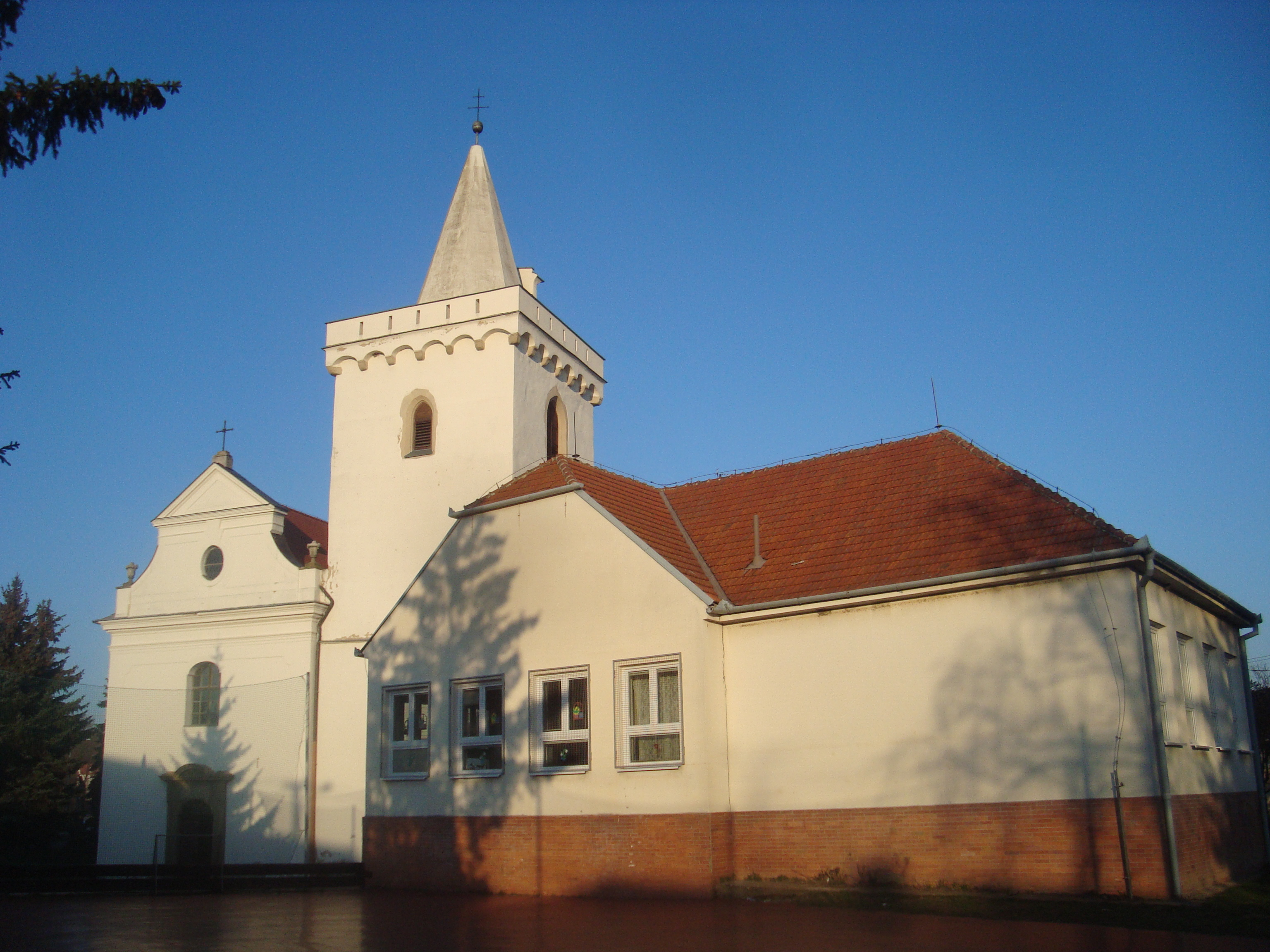
Die Pfarrkirche

- Pfarrkirche Heimsuchung Mariä (1300) im gotischen Stil mit Wehrturm erbaut und 1758 umgestaltet
- Pfarrhof (15. Jahrhundert) im Renaissancestil erbaut und 1761 renoviert
- Friedhofskreuz (1819)
- Statue des Hl. Nepomuk (1733)
- Gerichtsmarterl (1497)
- Marterl (1576)
- Kriegerdenkmal (1921)
- Jahn-Denkmal (1928)[16]

## Brauchtum
Die Jahrmärkte fand immer am Montag vor Pfingsten, vor Laurentius (10. August) und nach Martini (1. November) statt.

## Persönlichkeiten
- Rudolf Puttner (* 1933), Träger des Josef-Löhner-Preises